# Francisco Peña Romero
Francisco Peña Romero (Jerez de los Caballeros, 25 luglio 1978) è un ex calciatore spagnolo, di ruolo difensore.